# Atelier Žampach
Atelier Žampach je český rodinný ateliér sklářů, tvořících umělecké sklo a křišťálové produkty. Ateliér založil v roce 1990 Stanislav Žampach.
Činnost ateliéru byla zpočátku zaměřena na design pro sklárny a obchodní společnosti. Od roku 1997 se majitelé zaměřili na vlastní vývoj, produkci a prodej reliéfně pískovaného skla. 
Výrobky společnosti se objevují v českých galeriích a specializovaných obchodech.